# Far de la Mola
Der Far de la Mola ist ein Leuchtturm (katalanisch Far) auf dem östlichsten Kap Formenteras, etwa zwei Kilometer von El Pilar de la Mola entfernt. 
Der Leuchtturm wurde 1860–1861 vom spanischen Ingenieur und Baumeister Emili Pou y Bonet erbaut und ging am 30. November 1861 in Betrieb. Das erste Leuchtfeuer bestand aus einer katadioptrischen Linse der 2. Ordnung und wurde mit einer Öllampe betrieben. Im Jahr 1928 wurde die Optik durch einen Drehreflektor ersetzt. 1970 wurde die Anlage elektrifiziert, eine Drei-Phasen-Lampe mit 3000 Watt und zwei Notstromaggregate installiert.
Das Leuchtfeuer zeigt als Kennung alle fünf Sekunden einen weißen Blitz (Fl.W.5s), der rechtweisend von 050–150 Grad zu sehen ist und eine Tragweite von 23 Seemeilen hat. Im Leuchtfeuerverzeichnis Mittelmeer ist es unter der Nummer E-0250 verzeichnet.
Zu Ehren von Jules Verne ist am Leuchtturm ein Gedenkstein aufgestellt, weil der Turm in dem Roman Reise durch die Sonnenwelt eine Rolle spielt.